# Zvjerinac
Zvjerinac falu Horvátországban Šibenik-Knin megyében. Közigazgatásilag Biskupijához tartozik.

## Fekvése
Knintől 11 km-re délre, községközpontjától légvonalban 6, közúton 11 km-re délre, Dalmácia északi-középső részén, a dalmáciai Kosovo-mező közepén, a 33-as számú főút mentén fekszik. Területén halad át a Zágrábról Splitre menő vasútvonal is.

## Története
A szerbek bevándorlása már a 15. században megkezdődött, de a legnagyobb méreteket 1521 és 1527 között öltötte. A török 1522-ben szállta meg ezt a területet. A falu a moreai háború során 1688-ban szabadult fel a török uralom alól. Ezt újabb nagy méretű bevándorlás követte. Miután a francia seregek felszámolták a Velencei Köztársaságot osztrák csapatok szállták meg. 1809-ben az Első Francia Császárság Illír Tartományának része lett. 1815-ben a bécsi kongresszus újra Ausztriának adta, amely a Dalmát Királyság részeként Zárából igazgatta 1918-ig. 1874 és 1889 között itt épült fel Dalmácia egyik legszebb fekvésű pravoszláv fogadalmi temploma, melyet a rigómezei csata ötszázadik évfordulója alkalmából Stefan dalmáciai püspök 1889. június 15-én hétezer hívő jelenlétében Lázár szerb fejedelem tiszteletére szentelt fel.
A település fejlődésén sokat lendített a spliti vasútvonal 1890-es megépítése, melynek Kosovo nevű állomása a templom közelében létesült. A kedvező vasúti összeköttetés is közrejátszik abban, hogy minden alkalommal nagy számú hívő gyűlik itt össze. A településnek 1857-ben 284, 1910-ben 327 lakosa volt. Az első világháború után előbb a Szerb-Horvát-Szlovén Királyság, majd Jugoszlávia része lett. 1991-ben lakosságának 84 százaléka szerb, 14 százaléka horvát nemzetiségű volt. Szerb lakói még ez évben csatlakoztak a Krajinai Szerb Köztársasághoz. A horvát hadsereg 1995 augusztusában a Vihar hadművelet során foglalta vissza a települést. Szerb lakói nagyrészt elmenekültek. A településnek 2011-ben 70 lakosa volt.

## Lakosság
| Lakosság változása | Lakosság változása | Lakosság változása | Lakosság változása | Lakosság változása | Lakosság változása | Lakosság változása | Lakosság változása | Lakosság változása | Lakosság változása | Lakosság változása | Lakosság változása | Lakosság változása | Lakosság változása | Lakosság változása | Lakosság változása |
| ------------------ | ------------------ | ------------------ | ------------------ | ------------------ | ------------------ | ------------------ | ------------------ | ------------------ | ------------------ | ------------------ | ------------------ | ------------------ | ------------------ | ------------------ | ------------------ |
| 1857               | 1869               | 1880               | 1890               | 1900               | 1910               | 1921               | 1931               | 1948               | 1953               | 1961               | 1971               | 1981               | 1991               | 2001               | 2011               |
| 285                | 226                | 221                | 248                | 303                | 327                | 303                | 393                | 372                | 398                | 404                | 399                | 349                | 344                | 37                 | 70                 |

## Nevezetességei
- Szent Lázár fejedelem és vértanú tiszteletére szentelt szerb pravoszláv fogadalmi temploma 1874 és 1889 között faragott kövekből épült. Díszes ikonosztáza akkori költségen 2400 koronába került, melyhez számos adományozó, köztük neves emberek járultak hozzá. Mai harangtornyát 1935-ben építették a régi egyszerűbb harangtorony helyett. 1940-ben monostor rangjára emelték. A II. világháború idején súlyosan megsérült, újjáépítése 1964-65-ben történt. A felújított monostor 1970-ben egy földrengésben újra megrongálódott. Helyreállítása 1973-ban fejeződött be, amikor Szent Vid ünnepén újraszentelték. 1995-ben a délszláv háború végén berendezése újabb károkat szenvedett. 1999-ben helyreállították. 2005-ben férfi szerzetesek számára monostorrá szentelték. Építési munkálatai 2008-ban a szerzetesek szálláshelyeinek kialakításával fejeződtek be.[2]
- Szent Anna tiszteletére szentelt római katolikus temploma a knini Szent Antal plébánia filiája. A templomot 1734-ben építették, de idővel kicsinek bizonyult, ezért 1765-66-ban új templomot építettek. 1933-ban a homlokzat elé új harangtornyot építettek. 1992. október 1-jén a szerb felkelők a földig rombolták. A háború után Zdravko Živković tervei szerint az eredeti helyén építették újra. Felszentelését 2000-ben Szent Anna ünnepén végezte Ivas püspök.[5]